# Philodromus digitatus
Philodromus digitatus este o specie de păianjeni din genul Philodromus, familia Philodromidae, descrisă de Yang, Zhu și Song în anul 2005. Conform Catalogue of Life specia Philodromus digitatus nu are subspecii cunoscute.